# Салов Георгій Павлович
Салов Георгій Павлович (1922—2010) — український звукооператор і звукорежисер. Нагороджений медалями.

## Життєпис
Народився 31 серпня 1922 р. в Києві, в родині службовця. 
Учасник Німецько-радянської війни. 
Закінчив історико-теоретичний факультет Київської державної консерваторії (1952). По закінченні консерваторії, працював у Будинку звукозапису при радіокомітеті УРСР головним звукорежисером. 
З 1957 р. — звукооператор Київської кіностудії ім. О. П. Довженка.
Був членом Національної Спілки кінематографістів України.

## Фільмографія
- "Сто тисяч" (1958);
- "Сватання на Гончарівці" (1958);
- "Солдатка" (1959);
- "Наталія Ужвій" (1960);
- "Безцінний скарб" (1960);
- "Золоті руки" (1960);
- "Михайло Романов" (1961);
- "Їхали ми, їхали..." (1963);
- "Над нами Південний Хрест" (1965);
- "Театр і поклонники" (1967);
- "Ми з України" (1969);
- "Назад дороги немає" (3 серії, 1970);
- "Осяяння" (1972);
- "Схованка біля Червоних каменів" (4 серії, 1972);
- "Абітурієнтка" (1973);
- "Народжена революцією" (10 серій, 1974-1977);
- "Співає Микола Кондратюк" (1977);
- "Алтунін приймає рішення" (3 серії, 1978);
- "Розколоте небо" (3 серії, 1979);
- "Два дні на початку грудня" (1981);
- "Зоряне відрядження" (1982);
- "Раптовий викид" (1983);
- "Контрудар" (1985);
- "Віриш — не віриш" (1985);
- "Наближення до майбутнього" (1986);
- "Суд в Єршовці" (3 серії, 1987);
- "Ордань" (1988);
- "Небилиці про Івана" (1989);
- "Тарас Шевченко. Заповіт" (9 серій, 1991—1997).